# Marietta Alboni
Maria Anna Marzia "Marietta" Alboni (Città di Castello, Umbria, Italia, 6 de marzo de 1826 – Ville d'Avray, Francia, 23 de junio de 1894) fue una contralto italiana.

## Biografía
Estudió en Cesena con Antonio Bagioli y en Bolonia con Rossini, que le dio clases gratuitas durante tres años. Debutó en el Teatro Comunale en 1842, en el papel de Clymene, en Saffo, de Pacini, interpretando a continuación el Maffio Orsini de Lucrezia Borgia, de Donizetti. El éxito le proporcionó un contrato en la Scala de Milan. Cantó en el Covent Garden de Londres, rivalizando con Giulia Grisi y Jenny Lind. Cantó diversos papeles en óperas de Rossini, Donizetti y Bellini, produciéndose la curiosidad de interpretar el papel de barítono de Don Carlo, en el Ernani de Verdi.

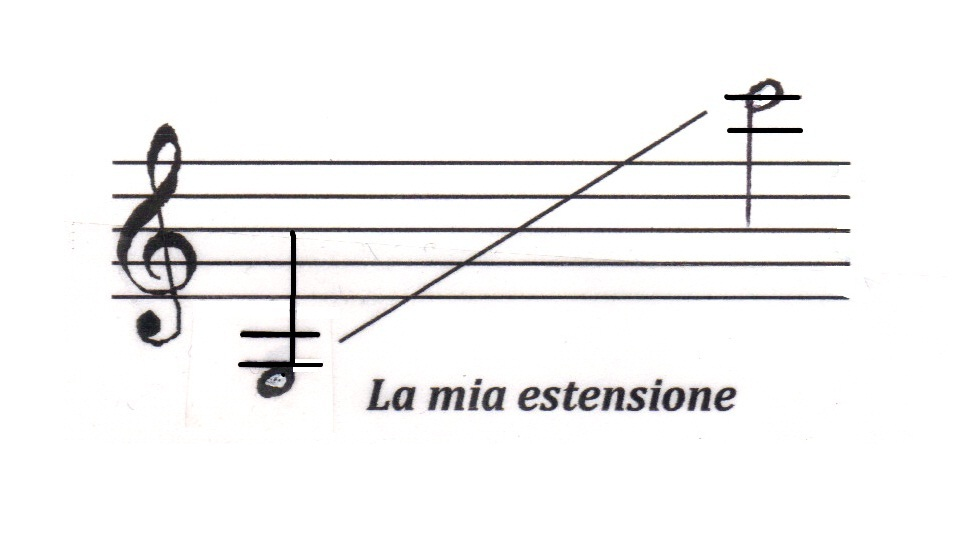
Extensión de la voz de la cantante anotada por ella misma en un álbum familiar.

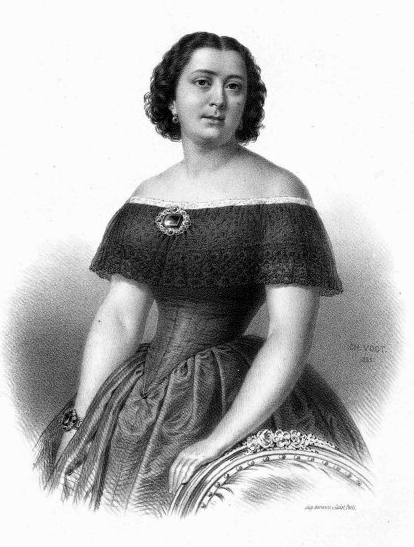
Litografía de 1855.

En 1850 cantó el papel de Leonora en La favorita en la inauguración del Teatro Real de Madrid, siendo la responsable de la elección de dicho título para tal ocasión, como le permitía su contrato. Cantó en Madrid en esa temporada y en la siguiente. En América cantó entre 1852 y 1853, cosechando grandes éxitos en México, los Estados Unidos y Cuba, donde se dice que cantó por primera vez la habanera La paloma, de Sebastián Iradier.
Abandonó su carrera en 1863, aunque reapareció en 1868, para cantar un dúo con Adelina Patti en el funeral de Rossini y para después llevar de gira por Europa, a la versión orquestal de la Petite Messe Solennelle. Se retiró definitivamente de la escena en 1872 con cuatro actuaciones de Il matrimonio segreto di Domenico Cimarosa en el Théâtre Italien de París.
Su voz, dramática, flexible, rica y extensa, fue admirada por su belleza, perfección y depurada técnica. Fue una de la máximas representantes del bel canto italiano clásico.